# Sifaka
Sifaka (Propithecus verreauxi) är en däggdjursart som beskrevs av Alfred Grandidier 1867. Propithecus verreauxi ingår i släktet sifakor, och familjen indrier. Inga underarter finns listade i Catalogue of Life.

## Utseende
Individerna har en 43 till 55 cm lång kropp (huvud och bål) och en ungefär lika lång svans. De väger vanligen 3 till 3,5 kg och ibland upp till 7 kg. Artens långa mjuka päls är huvudsakligen vit, förutom en mörkbrun krona på hjässan. Ansiktet saknar hår och har svart hud. Även händernas flator och fötternas sulor är nakna och svarta.  Vid bröstet, på buken och på underarmarna är pälsen tunnare, så att den gråa huden blir synlig. Dessutom kan hanar ha en rödbrun fläck på bröstet på grund av vätskan som avsöndras från en körtel vid strupen. Olika populationer har mera brunaktig päls. Sifaka har långa kraftiga bakben för att hoppa från gren till gren.

## Utbredning och habitat
Denna primat förekommer på sydvästra Madagaskar och dessutom finns en avskild population på centrala Madagaskar. I bergstrakter når arten 1300 meter över havet. Habitatet utgörs av tropiska skogar, av galleriskogar samt av buskskogar som uppkom efter skogsavverkningar.

## Ekologi
Individerna är aktiva på dagen, främst på morgonen och på senare eftermiddagen. De sover på natten i trädens kronor.
En flock består av en eller några få hanar, flera honor och deras ungar. Flocken har upp till 14 medlemmar och lever i ett revir som är 4 till 20 hektar stort. Sifaka äter blad, frukter och frön samt lite bark och jord från termitstackar. Under den torra perioden äter sifakan blad av växter från familjen Didiereaceae och den slickar även dagg för att täcka vätskebehovet.
Parningen sker mellan januari och mars. Efter 162 till 170 dagar dräktighet föds en unge. Ungen är självständig efter cirka 6 månader och den får egna ungar efter 5-6 år. Ungefär 30 procent av årets nyfödda ungar faller offer för fossan (Cryptoprocta ferox). Dessutom jagas sifakan av rovfåglar och av andra predatorer. Arten har därför olika varningsrop som skiljer mellan flygande fiender och markbundna (inklusive klättrande) fiender.

## Status
Arten hotas nästan uteslutande av skogsavverkningar och skogsbränder. Att jaga sifakan som matkälla är hos nästan alla folkgrupper som lever på Madagaskar tabu, och dessutom finns ett lagligt jaktförbud. I regionen kring Isalo nationalpark kallas arten däremot för sifaka-bilany (sifakan från kastrullen). Det är oklart om namnet syftar på primaten som rekommenderat mat eller på den askgråa skuggan på pälsen som är typisk för regionens population.
Skogen avverkas eller omvandlas genom svedjebruk för att etablera jordbruks- eller betesmark samt trädodlingar. IUCN uppskattar att beståndet minskade med minst 50 procent under 52 år (tre generationer) före 2015. Det befaras att denna minskning fortsätter. Sifakan listas därför som starkt hotad (endangered).
Sedan 2010 hålls inga individer i djurparker eller i privata hägn.